# بورشوشبرنی
بورشوشبرنی (به مجاری:  Borsosberény) یک منطقهٔ مسکونی در مجارستان است که در ناحیه رتشاگ واقع شده‌است. بورشوشبرنی ۲۰٫۲۶ کیلومتر مربع مساحت و ۱٬۰۴۰ نفر جمعیت دارد.